# Aonidia operta
Aonidia operta är en insektsart som beskrevs av De Lotto 1957. Aonidia operta ingår i släktet Aonidia och familjen pansarsköldlöss.
Artens utbredningsområde är Kenya. Inga underarter finns listade i Catalogue of Life.